# Republik Suvadiva
Die Republik der Vereinigten Suvadiva-Inseln, dhivehi: އެކުވެރި ސުވައިދީބު ޖުމްހޫރިއްޔާ (Ekuveri Suvaidib Jumhouriyya), engl. United Suvadive (Islands) Republic, war ein kurzlebiger, separatistischer Staat im Süden der Malediven.
Der international nicht anerkannte Staat bestand von 1959 bis 1963. Ursachen der Sezession der Republik Suvadiva waren Handelsbeschränkungen als Folge von Zentralismusbestrebungen der maledivischen Regierung sowie ein Konflikt um die britische Militärbasis Gan.

## Name und Staatsgebiet
Die Republik umfasste die drei südlichsten Atolle der Malediven, namentlich das Addu-, Fuvahmulah- und Huvadhu-Atoll.
Der Name des Staates leitet sich von "Suvadiva" (Dhivehi: ސުވައިދީބު) ab, einem alten Namen für das Huvadhu-Atoll. Alle drei südlichen Atolle werden deshalb gemeinsam auch als Suvadiva-Achipel oder Suvadiven bezeichnet.

## Geschichte

### Historischer Hintergrund
Die Sezession Suvadivas fällt in die Zeit der Unabhängigkeitsbewegungen der südasiatischen Staaten: 1947 wurde die Republik Indien unabhängig, 1948 folgte Ceylon. Dies führte auch auf den benachbarten Malediven zu Unabhängigkeitsbestrebungen.
Das Sultanat der Malediven befand sich seit Anfang des 19. Jahrhunderts unter britischem Einfluss, 1887 wurde es formal ein Protektorat innerhalb des Empires, ohne dass sich die Briten in innere Angelegenheiten einmischten. Während des Zweiten Weltkrieges errichtete die Royal Navy einen Stützpunkt auf der südlichsten Malediveninsel Gan. Für den Bau wurden die Bewohner zwangsumgesiedelt, jedoch sorgte die Anwesenheit der Briten für Handelsmöglichkeiten und Arbeitsplätze, sodass auf den südlichen Inseln bald bessere Lebensbedingungen herrschten als im Norden. Nach einer kurzen republikanischen Phase 1953 wurde Muhammad Fareed Didi zum Sultan gekrönt; tatkräftigster Mann im Staat war aber ab Dezember 1957 sein Premierminister Ibrahim Nasir. 1957 wurde die Basis Gan, die gegen Kriegsende ihre militärische Bedeutung verloren hatte und aufgegeben worden war, von der Royal Air Force aufgrund des Kalten Krieges neu besetzt.

### Konflikt zwischen der Regierung in Malé und den südlichen Atollen
Zwischen den Suvadiva-Inseln und den restlichen Malediven bestanden, bedingt durch die großen Entfernungen und die räumliche Trennung durch den One and Half Degree Channel, seit je her Unterschiede in Kultur, Mentalität und Dialekt der Bewohner. Die maledivischen Sultane hatten jahrhundertelang nur eine lockere Oberherrschaft über die Suvadiven, was dazu führte, dass die südlichen Inseln sich relativ unabhängig entwickeln konnten. Da der One and Half Degree Channel jahrhundertelang einen wichtigen Seeweg darstellte, waren die Malediver im Süden gleichzeitig den Besuch ausländischer Seeleute gewöhnt und damit weitaus weltoffener als die Bevölkerung im Norden.

#### Einschränkung des Außenhandels
Als erste Ursache des beginnenden Konflikts gelten die von der maledivischen Regierung beschlossenen Handelsbeschränkungen: Für die nördlichen und zentralen Malediven war die Stadt Malé ein bedeutendes Handelszentrum; von hier aus liefen Handelsschiffe nach Ceylon und Indien aus und brachten ausländische Waren auf die Malediven. Der Handel wurde von wenigen einflussreichen Händlerfamilien durchgeführt, die faktisch ein Monopol auf den Außenhandel besaßen. Anders sah die Situation im Süden der Inselgruppe aus: Da der Seeweg nach Malé ungefähr 500 km betrug und durch Riffe und Untiefen schwierig zu befahren war, war es für die Bewohner der südlichen Atolle einfacher und auch finanziell lohnender, mit hochseetauglichen Segelschiffen (genannt Vedi oder Odi) direkt mit Indien, Aceh und besonders Ceylon (Colombo und Galle) zu handeln. Die Regierung hatte lange Zeit keinerlei Möglichkeiten, diesen Handel, der die Hauptstadt Malé umging, zu besteuern und Zölle einzufordern. In den 1940er-Jahren wurde jedoch die Verwaltung modernisiert und der Staat zentralisiert. Zur Vereinfachung und besseren Kontrolle des Seehandels beschlossen die maledivische und britische Regierung 1947 gemeinsam die Einführung von speziellen Pässen und Visa, ohne die der internationale Handel in Zukunft nicht mehr möglich sein sollte. Um die Einhaltung des neuen Gesetzes zu überwachen, wurden maledivische Diplomaten in Colombo stationiert. Das Abkommen beschränkte sich auf britische Besitzungen, doch da es in Niederländisch-Ostindien schon seit längerer Zeit ein ähnliches Verfahren gab und Indien als Handelsziel aufgrund der dortigen Unruhen an Bedeutung verlor, war eine Umgehung des Gesetzes praktisch unmöglich.
Da die Pässe nur in Malé ausgegeben wurden, war für die südlichen Malediver der Umweg über die Hauptstadt beim Handel nicht zu vermeiden. Die Tatsache, dass die bedeutenden Händler Malés ihren Einfluss in der Verwaltung nutzten, um ihre Konkurrenten aus dem Süden bei der Vergabe der Pässe zu benachteiligen, führte zu wachsender Unzufriedenheit auf den Suvadiven.

#### Der Pachtvertrag über den Stützpunkt Gan

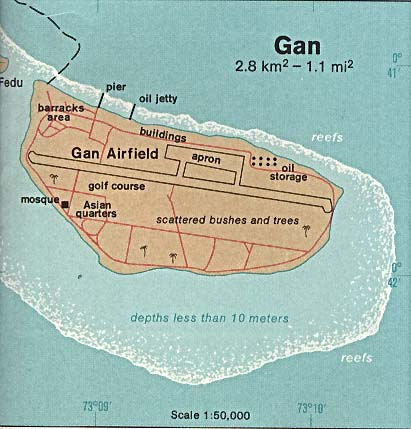
Karte der Insel Gan

Als weitere Ursache des Konflikts gilt die britische Militärbasis auf Gan. Die Neubesetzung des inzwischen RAF Gan genannten Stützpunktes 1957 war für die britischen Behörden mit unerwarteten Problemen verbunden. Die britische Regierung hatte einen Pachtvertrag vorbereitet, der dem Vereinigten Königreich die Nutzung für 100 Jahre gegen ein geringes Entgelt ermöglicht hätte. Der Vertrag wurde zwar unterzeichnet, doch das Parlament der Malediven (Madschlis) lehnte den als ungerecht empfundenen Vertrag ab und verhinderte somit eine Ratifizierung. Ungeachtet davon wurde der Ausbau des Stützpunktes vorangetrieben; gleichzeitig förderten die Briten die Autonomie der Bewohner des Addu-Atolls und machten Stimmung gegen die Regierung in Malé, um so auf diese Druck auszuüben.
Zum endgültigen Bruch zwischen Großbritannien und Malé kam es 1958: Der neue Premierminister Ibrahim Nasir wollte die gemäßigte Politik seines Vorgängers nicht mehr fortsetzten und forderte – überzeugt, dass die Briten ihre Oberherrschaft über die Malediven nicht mit Gewalt durchsetzten würden – die Einstellung der Baumaßnahmen und die Aufgabe der Basis Gan beziehungsweise zumindest einen neuen Pachtvertrag mit geringerer Laufzeit und höheren Zahlungen. Die Nachricht, dass der maledivische Premierminister die Schließung des Stützpunktes gefordert hatte, führte im Addu-Atoll, wo die Bewohner aufgrund der Anwesenheit der Briten ein für maledivische Verhältnisse luxuriöses Leben führten, zu Protesten gegen die Regierung. Übergriffe gegen Regierungsbeamte wurden von der britischen Militärpolizei jedoch verhindert.

#### Verbot des Handels zwischen Einheimischen und Briten
Bereits während des Zweiten Weltkrieges verbot die maledivische Regierung im Addu-Atoll jeglichen direkten Handel zwischen Briten und Suvadivern. Das Verbot schloss selbst Tauschhandel und Verkauf von Kokosnüssen und Fisch ein. Auch wurde den Einheimischen untersagt, für die Briten zu arbeiten. Die Gründe der Regierung für diesen Schritt sind nicht bekannt, wahrscheinlich war sie durch den schnell steigenden Wohlstand im Süden beunruhigt und fürchtete die negative Beeinflussung der Bewohner. Kontrolliert wurde das Verbotsgesetz durch auf Gan stationierte Milizionäre aus Malé, die sich allerdings bald durch undiplomatisches Auftreten unbeliebt machten. Nachdem zwei Milizionäre einen Sohn aus einer bedeutenden Familie Hithadoos zusammengeschlagen und unter Arrest gestellt hatten, sammelte sich eine wütende Menschenmenge; die Aufseher aus Malé suchten Schutz bei den Briten. Nachdem sich die Situation wieder beruhigt hatte, ließen eingetroffene Regierungsbeamte aus Malé, die nur den einseitigen Aussagen der Milizionäre Glauben schenkten, zahlreiche Aufständische öffentlich auspeitschen. Unter den Personen, die dazu verurteilt wurden, war auch der angesehene Intellektuelle Abdullah Afeef, der für die Briten als Übersetzer arbeitete.
Auch nach der Wiederbesetzung des Stützpunktes 1957 wurde das Handelsverbot zunächst aufrechterhalten. Erst nach einiger Zeit wurde ein neues Abkommen geschlossen, das es Maledivern erlaubte, mit den Briten zu handeln und auf dem Stützpunkt zu arbeiten.

#### Neue Steuern
Ebenfalls im Zuge der Zentralisierung wurde die Kontrolle der Regierung über die Inseln verstärkt. Die südlichen Atolle hatten lange Zeit nur äußert unregelmäßig Steuern gezahlt. Durch die verbesserte Verwaltung konnten nun regelmäßig die vaaru (Kopfsteuer) und die varuvaa (Grundsteuer) eingefordert werden.
Schließlich kündigte die Regierung an Silvester 1958 noch eine neue Steuer auf Boote an, was zum Ausbruch der Unruhen führte.

### Sezession 1959–1963

#### Errichtung des neuen Staates

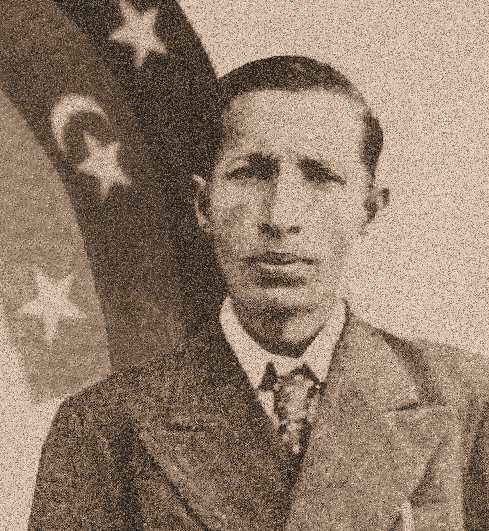
Abdullah Afeef

Die Ankündigung der neuen Steuer auf Boote führte schließlich zur Eskalation: Am Morgen des 1. Januars 1959 rottete sich ein Mob zusammen, bewaffnete sich mit Gewehren und Schlagstöcken und zerstörte einige Gebäude der Regierung. Die Regierungsbeamten selbst konnten zu den Briten entkommen, da sie von Abdullah Afeef, den Premier Nasir einige Zeit zuvor zum Verbindungsmann und Vermittler zwischen Briten und Einheimischen ernannt hatte, rechtzeitig gewarnt worden waren.
Die Regierung in Malé warf Major Phillips, dem britischen Verbindungsoffizier auf Gan vor, den Aufstand angezettelt zu haben. Dieser Vorwurf gilt als unwahrscheinlich und es existieren auch keine Dokumente, die eine aktive Rolle der Briten beim Aufstand nachweisen. Allerdings zeigten die meisten stationierten britischen Soldaten offene Sympathien für die Aufständischen und unternahmen – abgesehen von Maßnahmen zur Vermeidung von Todesopfern – nichts, um die Unruhen zu stoppen, obwohl dies für sie leicht möglich gewesen wäre. Ein britischer Soldat soll sogar Streichhölzer zur Brandstiftung verteilt haben. Unterstützt wurde der Aufstand auch von der britischen Firma Costain Ltd, die für den Ausbau des Stützpunktes verantwortlich war und deren Profit durch den von Nasir geforderten Baustopp gefährdet war.
Da die Aufständischen für das Niederbrennen der Regierungsgebäude die Todesstrafe erwartete, gab es kein zurück mehr: Am 3. Januar besuchte eine Delegation von Bewohnern des Addu-Atolls den Stützpunkt Gan und erklärte in Anwesenheit der Briten ihre Unabhängigkeit von der maledivischen Regierung. Obwohl eine dauerhafte Unabhängigkeit der Suvadiven oder deren völkerrechtliche Anerkennung von vornherein ausgeschlossen wurde, sicherten die Briten vage Unterstützung zu, forderten aber einen vertrauenswürdigen Ansprechpartner. In diese Position wurde Abdullah Afeef gedrängt: er war gebildet und in ganz Addu geachtet, war mit Major Phillips befreundet und von Ibrahim Nasir offiziell zum Vermittler ernannt worden. Er weigerte sich jedoch, da er die Rebellion von Anfang an als aussichtslos erachtete und Racheaktionen gegen seine Familie fürchtete. Erst nachdem er von verschiedenen Anführern der Aufständischen massiv bedrängt worden war und ihm schriftlich von den Briten seine Evakuierung im Falle des Scheiterns zugesichert wurde, fügte er sich und wurde zum Staatsoberhaupt ernannt.
In den nächsten Wochen wurde mit dem Aufbau des neuen Staatswesens begonnen: Es wurden Wahlen vorbereitet, eigene Pässe herausgegeben und Banken und Handelsstützpunkte gegründet. Am 13. März 1959 spalteten sich die beiden nördlicheren Atolle Fuvammulah und Huvadhu ebenfalls vom maledivischen Sultanat ab und schlossen sich Addu an; die Republik der Vereinigten Suvadiva-Inseln wurde gegründet.

#### Reaktion der Regierung
Premierminister Ibrahim Nasir reagierte mit militärischen Gegenmaßnahmen gegen die Sezession: Er stellte die Republik Suvadiva als christlich-beeinflussten, britischen Marionettenstaat dar und knüpfte an den Nationalhelden Sultan Mohamed Thakurufaan an, der Jahrhunderte zuvor die Portugiesen vertrieben hatte. Auf diese Weise zog er die Unterstützung der restlichen maledivischen Bevölkerung auf seine Seite. Im Juli 1959 erreichte ein von ihm persönlich angeführtes, mit Soldaten vollbesetztes Kanonenboot (ein Segelboot) das Huvadhu-Atoll. Da Abdullah Afeef es nicht geschafft hatte, eine eigene Armee aufzustellen, gab es keine organisierte Gegenwehr, Huvadhu wurde schnell zurückerobert. Auf Fuvammulah scheiterte die Landung der maledivischen Soldaten, diese eröffneten das Feuer auf Einheimische am Strand, die sie mit Steinen bewarfen. Das Addu-Atoll blieb von einem maledivischen Rückeroberungsversuch verschont, da die Briten ein Regiment von Malaya nach Gan verlegt hatten und damit Nasir von einem Invasionsversuch abschreckten.

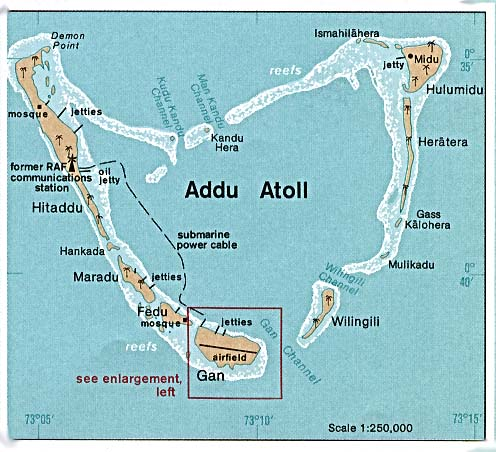
Karte des Addu-Atolls

Schließlich fanden die Parlamentswahlen der Republik Suvadiva statt; aufgrund der militärischen Situation konnte nur im Addu-Atoll gewählt werden. Es handelte sich dabei um die einzigen Wahlen der Republik Suvadiva und um die ersten freien demokratischen Wahlen auf den Malediven. Das gewählte Parlament umfasste 52 Abgeordnete (17 aus Hithadhoo, 7 aus Meedhoo, 8 aus Hulhudhoo, 10 aus Gan-Feydhoo, 3 aus Maradhoo-Feydhoo, 6 aus Maradhoo und eine Person, die von Präsident Abdullah Afeef ernannt wurde).
1961 brach im Huvadhu-Atoll ein erneuter Aufstand aus; die Bevölkerung forderte die Rückkehr zur Republik Suvadiva. Ibrahim Nasir führte erneut eine Invasion an, diesmal wurde die Rebellion jedoch weitaus blutiger niedergeschlagen. Auf der Insel Havaruthinadoo (Thinadhoo), dem traditionellen Sitz des Führers des Atolls und Hochburg des Aufstands, ließ Nasir ein Exempel statuieren: die Bewohner wurden ins flache Wasser getrieben, anschließend das Dorf geplündert und niedergebrannt. Angeblich soll es zu Mord und Vergewaltigungen gekommen sein. Zahlreiche Bewohner wurden in Gefangenenlager im Norden deportiert, wo viele umkamen. Als Folge wurde das Verwaltungsgebiet Huvadhu (Gaafu) zur besseren Kontrolle in zwei separate Bereiche geteilt (Gaafu Alif und Gaafu Dhaalu).

#### Ende der Unabhängigkeit
Mit der gewaltsamen Niederschlagung des Aufstands im Huvadhu-Atoll wurde die chancenlose Unterlegenheit der Republik Suvadiva gegenüber den Truppen Ibrahim Nasirs deutlich. Auch politisch geriet die Republik unter Druck: Die britische Regierung hatte sich inzwischen mit Nasir über den Stützpunkt Gan geeinigt; ein neues Abkommen wurde unterzeichnet. Damit hatte Suvadiva seinen politischen Nutzen für das Vereinigte Königreich verloren, was zur Einstellung der Unterstützung führte. Der britische Diplomat Arthington Davy forderte vor dem suvadivischen Parlament die Anerkennung der Oberherrschaft des maledivischen Sultans und den Wiederanschluss an das Sultanat, was allerdings von einer großen Mehrheit empört abgelehnt wurde, worauf sich Davy äußerte, die Abgeordneten gehörten mit dem Stöck geprügelt, bis sie das Prinzip verstanden hätten.
Schließlich wurde am 22. September 1963 in einem britischen Ultimatum das Einholen der suvadivischen und das Hissen der maledivischen Flagge gefordert. Gleichzeitig wurde verkündet, dass in Zukunft nur noch Untertanen des Sultans in den Fabriken auf dem Stützpunkt Gan würden arbeiten dürfen. Am nächsten Tag, dem 23. September, wurde der Forderung entsprochen und die maledivische Flagge auf der Insel Maradhoo gehisst, sieben Tage später, am 30. September, auch auf Hithadhoo. Am gleichen Tag verließ Präsident Abdullah Afeef Didi mit dem Schiff HMS Loch Lomond das Atoll und ging auf die Seychellen ins Exil.

### Folgen
Sultan Muhammad Fareed Didi verkündete eine Generalamnestie, so dass es zu keinen Strafmaßnahmen gegen die Aufständischen kam. Abdullah Afeef wurde einige Jahre später von Nasir erlaubt, seine auf den Malediven gebliebenen Familienmitglieder zu besuchen, dauerhaft durfte er jedoch nicht zurückkehren. Er starb 1993 auf den Seychellen.
Die Briten, deren Ansehen auf den Malediven für längere Zeit beschädigt worden war, blieben weitere 13 Jahre auf Gan, ehe der Stützpunkt – durch Diego Garcia ersetzt – 1976 geschlossen wurde.
1965 wurden die Malediven endgültig unabhängig. Premierminister Ibrahim Nasir hatte sich durch die Niederschlagung der Rebellion als „starker Mann“ durchgesetzt; nach Abschaffung der Monarchie 1968 wurde er Staatspräsident und regierte als bedeutender Reformer bis 1978 autokratisch die Republik Malediven.
Nachdem sich die wirtschaftliche Situation im Süden nach Aufgabe der Basis Gan verschlechtert hatte und der zur gleichen Zeit beginnende Tourismus sich auf die Region um Malé konzentrierte, wurde die Republik Suvadiva von den Bewohnern des Addu-Atolls stark glorifiziert. Dagegen gilt Suvadiva auf den restlichen Malediven als Symbol des britischen Kolonialismus.

## Trivia
Die Republik Suvadiva und das Addu-Atoll (Gan, Meedhoo) stellen einen wichtigen Handlungsort im Roman Die weißen Wasser (1965; The Strode Venturer) des britischen Schriftstellers Hammond Innes dar.